# Леведорп
Леведорп (нід. Lewedorp) — село в нідерландській провінції Зеландія. Входить до муніципалітету Борселе.
Його площа становить 14,72 км², а населення станом на 2021 рік складало 1 735 осіб.
Перша згадка про населений пункт датується 1913 роком.

## Галерея

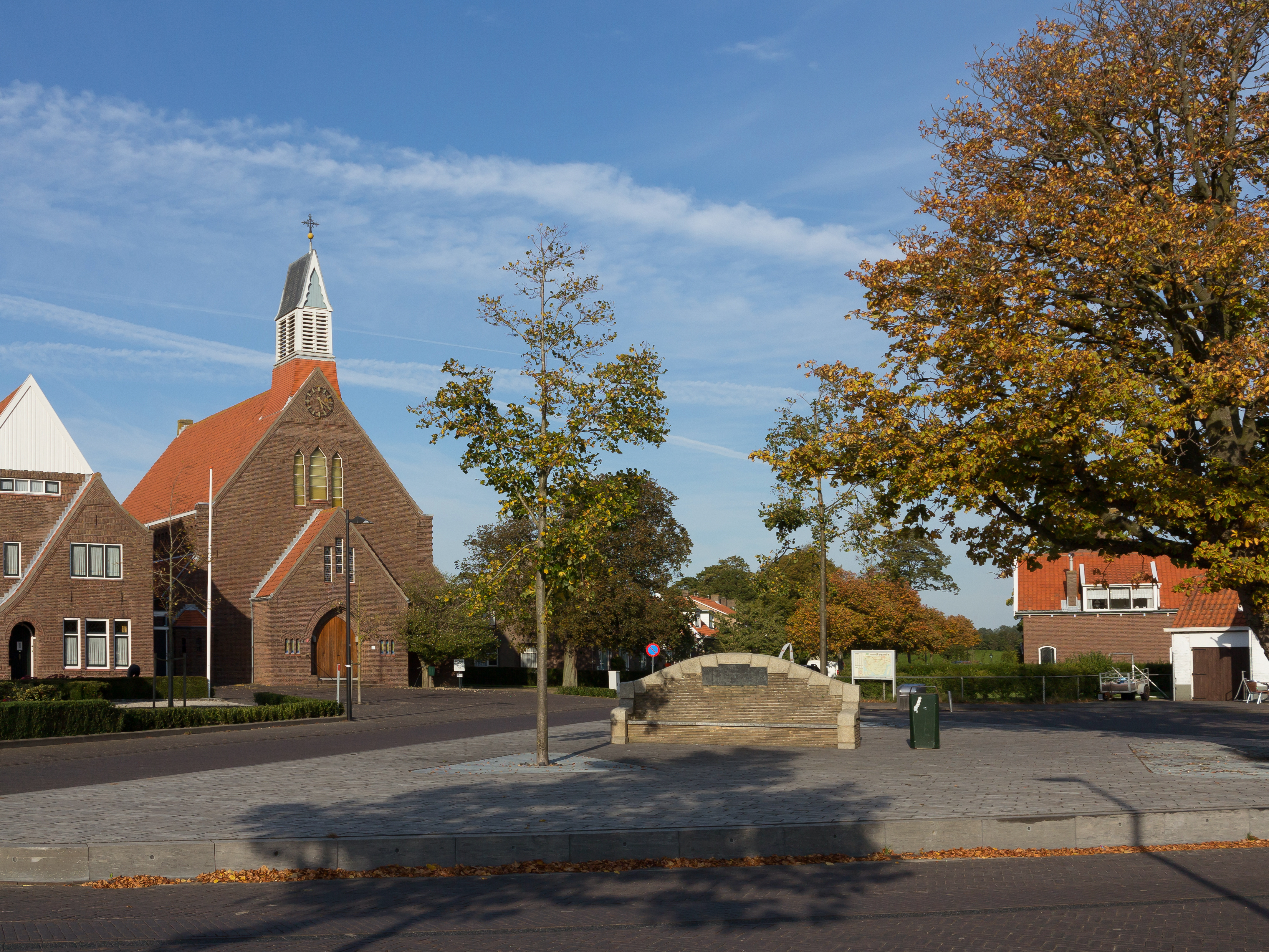
Церква у селі
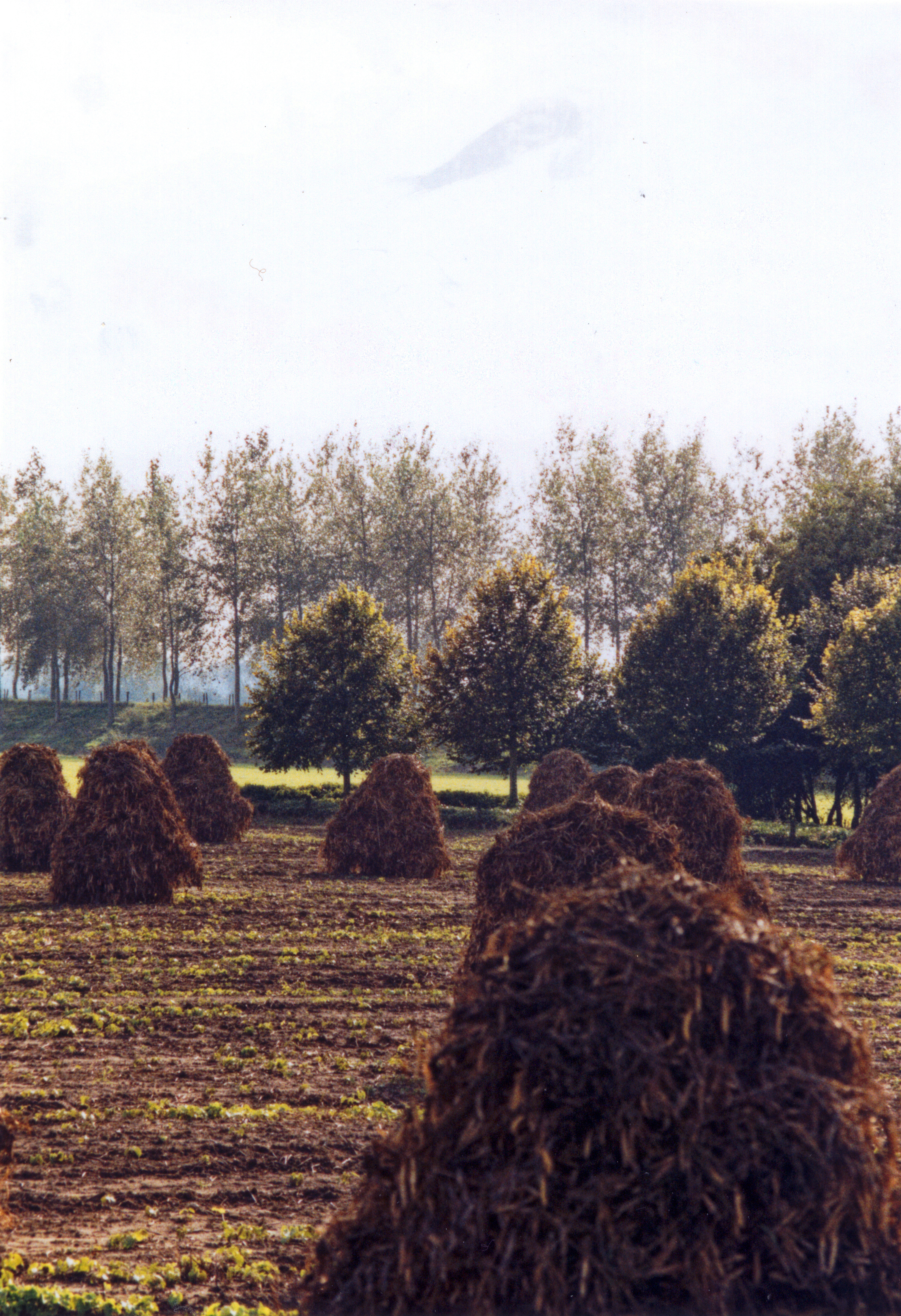
Поля поблизу Леведорпа